# Rhabditina
Die Rhabditina sind die größte der sechs Unterordnungen der Rhabditida mit 3751 Arten.

## Merkmale
Von den anderen Rhabditida unterscheiden sich die Rhabditina dadurch, dass der Oesophagus nur eine Endauftreibung aufweist und dort einen Klappenapparat besitzt, die Mundöffnung für gewöhnlich röhrenförmig gestaltet ist, Zähnchen klein oder winzig sind und die Bursa copulatrix gut entwickelt ist und deutliche Rippen aufweist. Ein weiteres morphologisches Charakteristikum ist, dass das Stegostom nur einen kurzen muskulösen Abschnitt hat und, zumindest bei Juvenilen, aus weniger als vier Muskelgruppen besteht.

## Systematik
Die Rhabditina werden in drei Überfamilien mit neun Familien und 505 Gattungen gegliedert. Die Überfamilien mit den dazugehörenden Familien sind:
- Heterorhabditoidea Poinar, 1975
  - Heterorhabditidae Poinar, 1975
  - Syrphonematidae Laumond & Lyon, 1971
- Rhabditoidea Oerley, 1880 (Travassos, 1920)
  - Cruznematidae Hodda, 2022
  - Diploscapteridae Micoletzky, 1922 (Andrassy, 1983)
  - Rhabditidae Oerley, 1880
- Strongyloidea Baird, 1853 (Railliet & Henry, 1913)
  - Strongylidae Baird, 1853
  - Ancylostomatidae Looss, 1905 (Looss, 1911)
  - Metastrongylidae Molin, 1861
  - Trichostrongylidae Leiper, 1908 (Leiper, 1912)

Die radikalste Änderung in der Systematik der Rhabditina zur Jahrtausendwende war die vollständige Integration der Strongyliden, die zuvor als separate Ordnung (Strongylida) geführt wurden. Diese Eingliederung ist nicht nur morphologisch, sondern auch durch umfangreiche genetische Untersuchungen gestützt.